# Batna (stad)
Batna of Batnah (باتنة; Bātnah) is een stad in het binnenland van Algerije. Het is de hoofdstad van de gelijknamige provincie Batna. De stad telde 242.514 inwoners bij de volkstelling van 1998, waarmee het de vijfde stad van het land is.
De Grote Moskee van 1 november 1954 is een moskee in Batna.

## Geboren in Batna
- Liamine Zéroual (1941), president van Algerije (1994-1999)
- Rabah Saâdane (1946), Algerijns voetballer en trainer